# Pálya (neuroanatómia)

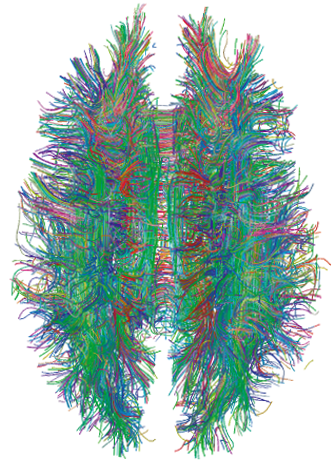
Idegpályák a nagyagy fehérállományában, MRI traktográfiával leképezve

A pálya (latinul: tractus) a neurológiában a központi idegrendszer magjait összekötő idegrostok (axonok) kötege. A perifériás idegrendszerbeli megfelelője az ideg. A központi idegrendszer pályái három fő típusba sorolhatóak: társító rostok, összekötő rostok és projekciós rostok. A pályákra komisszuraként, átkereszteződésként és nyalábként is szerepelhetnek. A komisszura összeköti a két agyféltekének ugyanazon részét. Ilyen például a hátsó komisszura és a kérgestest. Az átkereszteződés a különböző szinteken (ferdén) áthaladó rostok által létrehozott kapcsolat, mint például az érző átkeresztezés. A nyalábra például szolgál a szubtalamuszi nyaláb és a fasciculus lenticularis.

## Kategóriák
Az idegrostok a központi idegrendszerben három csoportba sorolhatóak az útjuk és kapcsolataik alapján.

### Társító pályák

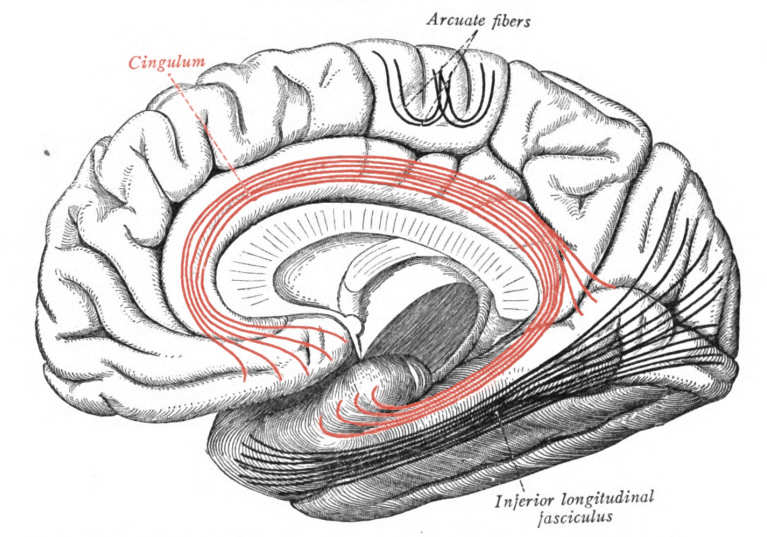
A cingulum piros színnel kijelölve.

Az ugyanazon az agyféltekén belül agykérgi területeket összekötő pályákat társító pályáknak, vagy asszociációs pályáknak nevezzük. A hosszú asszociációs rostok a nagyagyfélteke különböző lebenyeit kötik össze, míg a rövid társító rostok egy lebenyen belül a különböző agytekervényeket kötik össze. A társító pályák feladatai között szerepel az észlelési és emlékezési központok összekötése az agyban.
A cingulum egy fontos asszociációs pálya. A cingulum alkotja a cinguláris kéreg fehérállományú belsejét és az entorinális kéreggel köti össze.

### Összekötő pályák
Az összekötő pályák összekapcsolják a két félteke megfelelő agykérgi területeit. Az egyik agyi féltekéből a másikba komisszurákon keresztül jutnak át. Az összekötő pályák nagy többsége a kérgestesten halad át.  Néhány pálya a sokkal kisebb elülső és hátsó komisszurákon haladnak át. Az összekötő pályák lehetővé teszik, hogy az agy bal és jobb oldala egymással együttműködjön.

### Projekciós pályák
A projekciós pályák az agykérget a csíkolt testtel, a köztiaggyal, az agytörzzsel és a gerincvelővel kötik össze. A piramispálya például motoros jeleket hordoz a nagyagyból a gerincvelőhöz. Más projekciós pályák továbbítják a jeleket fel az agykéregbe. Az agytörzs felett az ilyen pályák széles, sűrű lapot alkotnak, amelyet a talamusz és a törzsdúcok közötti belső kapszulának neveznek, majd spirálisan szétváló tömbökben halad ki a kéreg meghatározott területeire.